# Salviamoci la pelle!!!!
Salviamoci la pelle!!!! è un brano musicale scritto e cantato da Luciano Ligabue, pubblicato come quinto singolo estratto dall'album Lambrusco coltelli rose & pop corn del 1991.

## Il brano
La canzone è stata inserita nell'album live Su e giù da un palco del 1997, come secondo brano del medley rock del disco 1, e nella raccolta Primo tempo del 2007.

## Il testo
Il brano racconta la fuga di una coppia di giovani fidanzati stanchi dell'ambiente in cui vivono. Il testo ruota attorno alla voglia di "salvare la pelle" come unica alternativa al rimanere imprigionati in un luogo altrimenti compromesso.

## Il video musicale
Del brano NON esiste un videoclip ufficiale appositamente girato, ma è stato eseguito da Ligabue e la sua band dal vivo al Festival del Jazz di Montreux il 10 luglio 1992. Della manifestazione esiste una ripresa completa, che, divisa in varie parti, è stata pubblicata su YouTube dall'etichetta per la distribuzione di contenuti multimediali "Pirames International".
- Montreux Jazz Festival (parte 2), 10 luglio 1992, su YouTube. URL consultato il 16 gennaio 2015.

La parte relativa a questo brano è presente solo in videocassetta sull'home video Videovissuti e videopresenti del 1993 e NON è più stata riproposta sulle varie compilation video ufficiali successive.

## Tracce
1. Salviamoci la pelle – 4:48 (Luciano Ligabue)

## Formazione
- Luciano Ligabue - voce, chitarra acustica

### Clan Destino
- Gigi Cavalli Cocchi - batteria, percussioni, cori
- Max Cottafavi - chitarra elettrica, bottleneck
- Luciano Ghezzi - basso, cori
- Giovanni Marani - organo Hammond, pianoforte, cori

## Sequel
Nel 2023, incluso nell'album Dedicato a noi, Ligabue pubblica il brano Così come sei: presentato come seconda anticipazione dell'album (anche se non verrà pubblicato come singolo estratto) in occasione dei due concerti estivi, il primo allo stadio Meazza di Milano e il secondo allo stadio Olimpico di Roma, viene descritto come sequel di Salviamoci la pelle!!!!, in cui viene raccontata la vita della coppia protagonista 30 anni dopo gli eventi del brano sopracitato.